# Things We Said Today
«Things We Said Today» es una composición del grupo británico The Beatles escrita por Paul McCartney, aunque acreditada a Lennon/McCartney. Fue lanzada como lado B del sencillo «A Hard Day's Night» en el Reino Unido, apareciendo asimismo en la cara 2 del álbum británico A Hard Day's Night.

## Composición
McCartney escribió la canción en mayo de 1964 a bordo del yate llamado Happy Days, mientras estaba en el mar Caribe con su entonces novia Jane Asher. El crítico de música Ian MacDonald dijo: «La letra sombría de la canción —en la que se relataba las constantes interrupciones en que se veía la relación de dos personas con sus propias carreras artísticas— va pareja a la triste melancolía de su música».

## Personal
El personal utilizado en la grabación de la canción fue el siguiente:
- Paul McCartney – voz (doblada a dos pistas), bajo eléctrico (1963 Höfner 500/1 63´).
- John Lennon – guitarra rítmica acústica (1962 Gibson J-160e) piano (1905 Steinway Vertegrand)
- George Harrison – guitarra eléctrica (1963 Gretsch 6119 Tennessean), armonía vocal.
- Ringo Starr – batería (1964 Ludwig Super Classic Black Oyster Pearl).

## Otras versiones
- En 1964, el cantante francés Dick Rivers hizo una versión (titulada «Ces mots qu'on oublie un jour») para su álbum Je ne suis plus rien sans toi.
- En 1977, Mary McCaslin incluyó la canción en su álbum Old Friends. También apareció en su álbum de 1992 Things We Said Today.
- En 1978, Jackie DeShannon tuvo la única versión que entró en la lista de sencillos de Estados Unidos. Su publicación alcanzó el reconocimiento en la lista de la música ligera de Billboard.
- En 1989/1990, Paul McCartney incluyó la canción como parte de su gira mundial.[4]
- En 1997, Dwight Yoakam publicó la canción para su álbum de versiones Under the Covers.
- La canción «Lonely-Phobia», de The Rutles, es un pastiche de esta canción.
- En 2014, fue editado el disco The Art of McCartney, donde Bob Dylan hace una interpretación de este tema.[5]